# Пазелла, Вальтер
Вальтер Пазелла (итал. Walter Pasella; 1910 — 26 декабря 1938) — итальянский офицер, танкист, участник Гражданской войны в Испании. Кавалер высшей награды Италии за подвиг на поле боя — золотой медали «За воинскую доблесть» (1938, посмертно).

## Биография
Родился в 1910 году в городе Сассари региона Сардиния, Королевство Италия.
Окончив университет по специальности экономика и бизнес, с началом гражданской войны в Испании записался добровольцем в армию. Окончив танковую школу в 1937 году, направлен в Испанию. Воевал под Малагой, Толедо, Гвадалахарой, Сантандером, Бильбао, Теруэле, Эбро и Леридой. Кавалер трёх бронзовых и двух серебряных медалей «За воинскую доблесть».
Командир танкового взвода итальянского добровольческого корпуса младший лейтенант Вальтер Пазелла особенно отличился в Каталонской операции. 23 декабря 1938 года войска националистов при поддержке танков итальянской дивизии «Литторио» перешли реку Сергу. В тяжёлых боях итальянцы понесли значительные потери. На третий день наступления, 26 декабря, младший лейтенант Вальтер Пазелла погиб в бою у местечка Альфес (Каталония). Посмертно награждён золотой медалью «За воинскую доблесть».
Из представления к награде:

Офицер, уже отличившийся ранее своей смелостью и ценностью, в ожесточённом бою во главе своего танкового взвода, между бушующими вспышками от разрывов противотанковых снарядов, непрерывно сражался с противником за важный опорный пункт. Раненный в большинство частей тела, не вышел из боя. После того как его танк был обездвижен из-за разрыва гусеницы после взрыва снаряда, не покорённый, весь в крови, открыл люк и всё ещё боролся с ручными гранатами до тех пор, пока не был убит выстрелом, покрыв славой свою молодую жизнь.
Альфес, 26 декабря 1938.
Оригинальный текст (итал.)Ufficiale già distintosi per valore ed ardire, in un accanito combattimento, alla testa del suo plotone carri d’assalto, fra l’infuriare degli scoppi delle bombe anticarro, affrontava ripetutamente il nemico deciso a contendergli il possesso di una posizione particolarmente importante. Ferito in più parti del corpo non desisteva dalla lotta e ripeteva le puntate spingendosi fino al grosso della colonna nemica avanzante. Rimasto immobilizzato il carro per la rottura di un cingolo in seguito allo scoppio di una bomba, non domo, grondante sangue, apriva lo sportello e lottava ancora a colpi di bombe a mano, finché, colpito a morte, si abbatteva sul carro stesso, chiudendo nella gloria la sua giovane esistenza.

Alfes, 26 dicembre 1938.

Республиканские войска под командованием Энрике Листера сдерживали наступление 12 дней, и 3 января 1939 под натиском бронетехники республиканской армии пришлось отступить. 5 января франкисты заняли Боржас-Бланкас.

## Награды
- Золотая медаль «За воинскую доблесть» (1938, посмертно)
- Две серебряные медали «За воинскую доблесть»[2]
- Три бронзовые медали «За воинскую доблесть»[2]

## Память
В его честь названа одна из улиц Сассари (Via Walter Pasella).